# Tresor Mvoula
Neil Tresor Bouya Itambala, né le 3 février 1980 à Brazzaville, est un artiste musicien, auteur-compositeur et danseur congolais de rumba, de soukous et de ndombolo.
Dès le début de sa carrière, il choisit et ajoute le pseudonyme Mvoula signifiant « pluie » en lingala. Il se fait remarquer par le public congolais en chantant dans divers groupes musicaux du pays.

## Biographie
Né à Brazzaville, Tresor Mvoula commence sa carrière musicale à Ouenzé en rejoignant en 2001 le groupe Z1 International après la rupture avec l'université dont il fut étudiant dans les années 2010. En 2002, il adhère à l'orchestre Patrouille des Stars Authentique de Kévin Mbouandé Mbenga et compose deux chansons Tresor caché dans l'album Proclamation et Boîte à sardines dans l'opus Élévation totale. En 2007, il décide de démissionner pour commencer sa propre carrière solo et crée son propre ensemble musical appelé Gouvernement des As. En 2008, il sort un album intitulé L'homme est encore vivant qui ne connut pas un succès important.

## Carrière
En 2011, Tresor Mvoula signe un contrat avec la DRTV production. Après une année et demie de studio, il sort l'album Coffre-fort le 30 septembre 2013. Composé de dix titres, cet opus bouge le marché du disque africain avec des clips comme Vieux Thomas, Tchoko-Tchoko et bien d'autres. Il est nommé parmi les meilleurs artistes africains par la chaîne de télévision internationale Trace Africa où il occupe dans le hit 20 la troisième place et entre dans la scène musicale africaine.
L'artiste reçoit également au Tam Tam D'or de la même année le prix de la meilleure chanson et du meilleur clip pour le morceau Vieux Thomas. Il revient en 2014 avec C'est la partie là, et en 2015 avec Volant hydraulique, deux singles qui enflamment la musique congolaise et fait de nombreuses tournées dans divers pays africains.
Aux Kora Awards 2016, il est classé dans la catégorie des prestigieux musiciens en Afrique centrale.

## Prix et récompenses
- En 2013, Tresor Mvoula est nommé troisième meilleur artiste africain de l'année[7].
- En 2015, lors de la dixième édition du Trophées canal d'or au Cameroun, il est sacré « révélation de l'année »[8].

## Discographie

### Albums
- 2008 : L'homme est encore vivant
- 2013 : Coffre-fort
- 2016 : Pesa posa

### Singles
- 2014 : C'est la partie là
- 2015 : Volant hydraulique
- 2015 : Call me[9]